# 博塞冰原島峰
72°8′S 65°22′E / 72.133°S 65.367°E
博塞冰原島峰（挪威語：Bosse Nunatak）是南極洲的冰原島峰，位於麥克羅伯特森地，屬於查爾斯王子山脈的一部分，在1971年由澳大利亞探險隊發現，現時由南極條約體系管理。